# Landskrona Foto

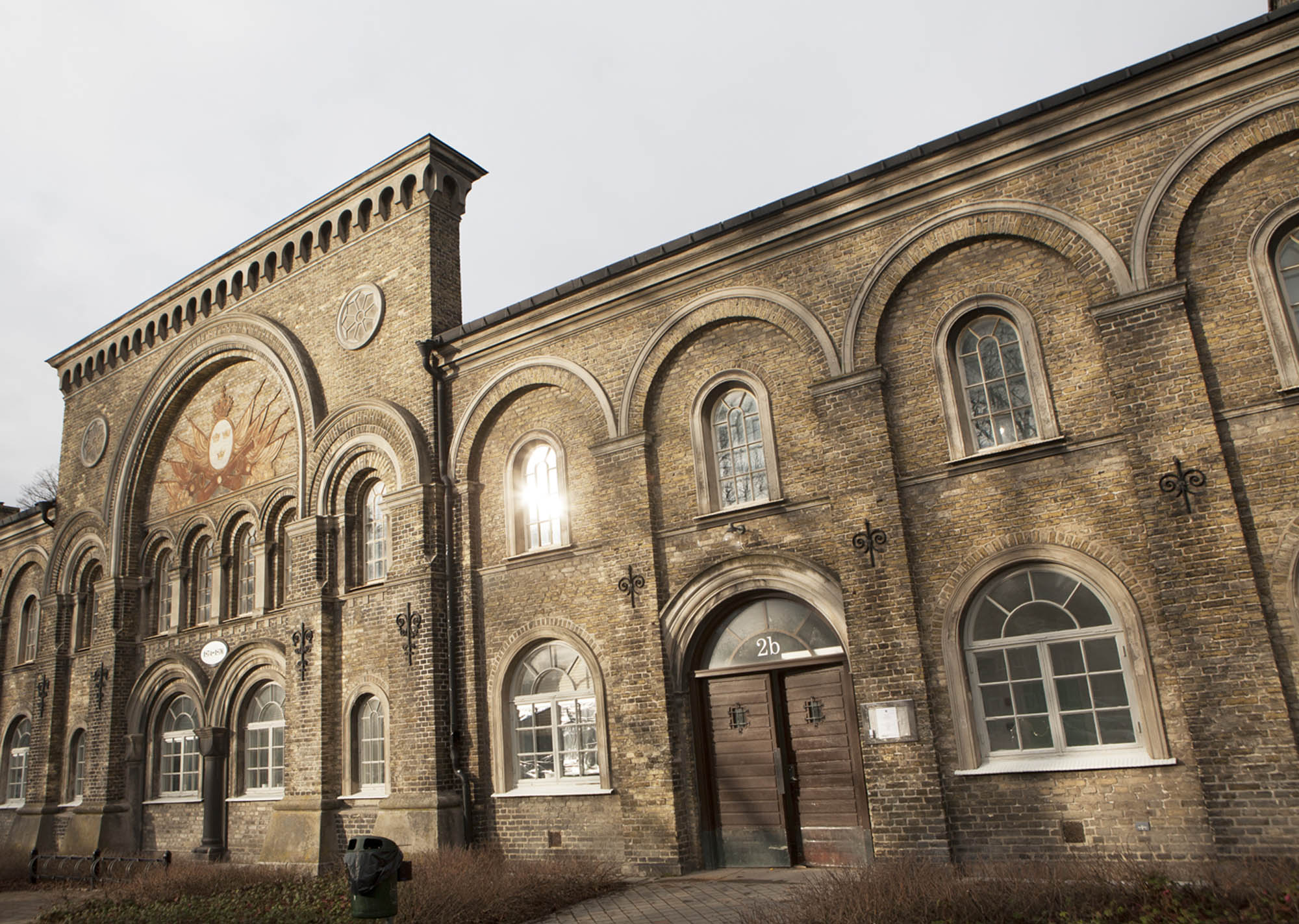
Tyghuset i Landskrona.

Landskrona Foto är en institution i Landskrona med inriktning på fotohistoria, arkiv, forskning, utställningar och en årlig fotofestival. Huvudman är Landskrona kommun med kulturnämnden som politiskt ansvarig nämnd.
Verksamheten syftar till att på skandinavisk nivå skapa ett centrum för fotografi med tonvikt på den fotografiska bilden och praktikens betydelse. Detta centrum etablerades 2012 i Tyghuset i Landskrona centrum med lokaler för arkiv, fotohistoriska utställningar, utställningar av samtida fotografi, utbildning, forskarrum och bibliotek. Sydsvenskans och Helsingborgs Dagblads bildarkiv och scanningsföretaget Regis är externa partners som etablerats i byggnaden. Byggnaden som är uppförd på 1880-talet har cirka 3000 kvadratmeter.
Landskrona Foto Festival är en årlig festival för samtida fotografi med utställningar, konferenser, föredrag etc. Inriktningen är att presentera samtida internationell fotografi som inte visats så ofta i de nordiska länderna och unga nordiska konstnärer. Konstnärlig ledning under perioden 2016-2018 är Christian Caujolle och Jenny Nordquist. Vid starten 2013 hade Thomas H Johnsson detta ansvar och som han sedan delade 2014-2015 med JH Engström.
Sedan 2014 har Landskrona Foto varje sommar presenterat ett annat lands fotografi. Val av länder är inriktat mot länder vars fotografi inte så ofta exponerats i Sverige. Sedan 2014 har länderna utgjorts av Turkiet, Tjeckien, Irland och Finland.
I samverkan med Lunds universitet, Malmö museer och Riksarkivet bedrivs ett forskningsbaserat projekt kring problemställningar kring säkrandet av det fotografiska kulturarvet. Projektet är i sin inledande fas inriktat till att på skånsk nivå identifiera fotografiska samlingar, värdera dem, värdera vad som skall sparas och att göra dem tillgängliga för forskarvärlden och allmänheten.
Landskrona Foto erbjuder också fotografer fri lagring av utställningsbilder. Landskrona Foto deltar i ett flertal internationella nätverk såsom Parallel och Nordic Photo Festivals.